# Kantiella enigmatica
Kantiella enigmatica is een hydroïdpoliep uit de familie Magapiidae. De poliep komt uit het geslacht Kantiella. Kantiella enigmatica werd in 1978 voor het eerst wetenschappelijk beschreven door Bouillon. 